# مويسن
مويسن أحد المواقع الأثرية في منطقة الجوف شمال المملكة العربية السعودية.

## الوصف
يبعد موقع مويسن عن دومة الجندل حوالي 12 كم إلى الشمال الشرقي منها٬ وإلى الجنوب الغربي من سكاكا٬ وعلى مسافة 25 كم منها. يتكون الموقع من مبنى حجري يسمى قلعة مويسن٬ وعلى الرغم من أن طراز المبنى لا يحمل خصائص القلاع التي أبرزها: التحصين بالأبراج٬ ويحيط بهذا المبنى مجموعة من الآبار القديمة٬ وبقايا نظم ري٬ وقنوات حجرية يظهر بعض ما تبقى منها في محيط المبنى. وقد ورد ذكر المعلومات المدونة عن الموقع والمبنى عند بعض الرحالة الذين زاروا منطقة الجوف خلال القرن التاسع عشر وبداية القرن العشرين الميلادي ٬ وأبرزهم: الكابتن بتلر٬ وموزل اللذان الذين زارا الموقع خلال فترة بداية القرن العشرين. إن مكونات الموقع التي يعد القصر أبرزها٬ بالإضافة إلى المنشآت الز ارعية٬ تشير إلى نمط الاستخدام في هذا الموقع وطبيعته، وبعتقد أنها كانت مستقرات للنزهة٬ بالإضافة إلى ارتباطها باستثمارات زراعية٬ كما هي عليه الحال في هذا الموقع.

## الاستكشاف
في عام 1406 هـ الموافق 1986م قام أحد الباحثين بحفر مجس اختباري داخل ساحة القصر في محاولة لتحديد تاريخ استخدام القصر٬ وقد ظهر في الطبقات السفلى من المجس مجموعة من الكسر الفخارية التي تعود إلى عصور ما قبل الإسلام وتحديدًا لمرحلة منتصف الألف الأول قبل الميلاد٬ إلا أن هناك مادة فخارية تعود إلى العصور الإسلامية المبكرة ظهرت في محيط القصر، ما يشير إلى أن أساسات القصور تعود إلى عصور سابقة على الإسلام في حين الأجزاء العليا تعود إلى العصور الإسلامية المبكر.